# رامانات کوشیک
رامانات کوشیک (انگلیسی: Ramanath Cowsik؛ زادهٔ ۱۹۴۰) فیزیک‌دان اهل هند و از اعضای وابسته خارجی آکادمی ملی علوم است.